# Сэвидж, Робби
Ро́берт Уи́льям Сэ́видж (англ. Robbie Savage; род. 18 октября 1974, Рексем) — валлийский футболист. Известен по выступлениям английские клубы «Лестер Сити», «Бирмингем Сити», «Блэкберн Роверс» и «Дерби Каунти», а также за национальную сборную Уэльса. Обладатель Кубка Футбольной лиги сезона 1999/2000 в составе «Лестер Сити». Закончил карьеру футболиста летом 2011 года.

## Клубная карьера

### Ранняя карьера
Сэвидж начал свою карьеру в качестве игрока молодёжного и резервного состава в «Манчестер Юнайтед». Он играл в молодёжной команде победителей Кубка Англии 1992 года, а затем подписал профессиональный контракт, но за первую команду так и никогда и не сыграл и подписал контракт с «Кру Александра» в 1994 году.
Играл в защите, затем перешёл в полузащиту и зарекомендовал себя как очень компетентный молодой игрок «железнодорожников» и помог им достичь плей-офф Второго дивизиона в первых двух сезонах в клубе. Данное повышение стало вторым для клуба за 30 лет. Позже «Кру» получил продвижение и в третий раз, в 1997 году. Это был первый раз, когда «Кру» достиг второго уровня системы футбольных лиг Англии, но вскоре после этого попросил главного тренера «Алекса» Дарио Гради выставить его на трансфер.

## Личная жизнь
Его сын Чарли — также футболист.